# Caletor bicolor
Caletor bicolor is een hooiwagen uit de familie Epedanidae. De originele naamcombinatie (protoniem) was Asopella bicolor Sørensen, 1932. Een volgende naamrecombinatie werd gepubliceerd als Caletor bicolor (Sørensen, 1932) in Roewer 1938.